# Malka Adler
Malka Adler (in ebraico מלכה אדלר‎?) (Kfar Hittim, 1945) è una scrittrice israeliana.
Cresciuta sulle sponde del lago di Tiberiade, vive a Kfar Saba. 
Malka Adler si è laureata e specializzata alla università Bar-Ilan, e lavora come assistente sociale, oltre ad essere docente presso il Collegio Talpiot. Il suo primo romanzo, Come Auntie, Let's Dance (Vieni zia, balliamo), è stato adattato per il teatro.

## Opere
- Come Auntie, Let's Dance (romanzo), Yedioth Ahronoth, 2001 (Boi Doda Nirkod)
- Itcho and Bernard (romanzo), Yedioth Ahronoth, 2004 (Eitcho U-Bernard)
- My Granddad's Mysterious Friend (per bambini), Yedioth Ahronoth, 2005 (Ha-Yalda Ha-Mistorit Shel Saba)
- Smile, Sit Straight (romanzo), Modan, 2011 (Shvi Yafe, Techaichi)
- Alma and Bjorn (romanzo), Teper, 2017 (Alma Ve-Byorn)